# Красильников, Николай Александрович (архитектор)
Николай Александрович Красильников (5 мая 1899, Москва — 26 июня 1983) — советский архитектор. Представитель конструктивизма.

## Биография
Николай Красильников родился в Москве 5 мая 1899 года. В 1917 году поступил в Московское училище живописи, ваяния и зодчества. После Октябрьской революции продолжил учёбу во Вторых Свободных государственных художественных мастерских, затем во ВХУТЕМАСе. Сначала учился у И. В. Жолтовского, затем в Объединенных левых мастерских у Н. А. Ладовского, в конце — в мастерской А. А. Веснина, который руководил его дипломным проектом. Окончил обучение в 1928 году.
Автор конкурсных проектов Курского вокзала в Москве (совместно с А. Тельмишхайтом, 2-я премия), университета в Минске (1926, совместно с С. А. Мочаловым, 6-я премия), жилого квартала в Харькове (1929, совместно с М. О. Барщем, 2-я премия). С 1929 года работал в Государственном институте сооружений. Занимался вопросами оптимальной этажности и экономики жилищного строительства. В конкурсных проектах использовал методы математического анализа. В 1931 году разработал проект планировки Чарджуя. Совместно с В. В. Лебедевым выполнил агитационные плакаты: «Борись с потерями на производстве» (1929), «Пионер! Учись сражаться за дело рабочего класса» (1930).
В 1922—1924 годах входил в творческое объединение ЛЕФ. Член Союза архитекторов СССР с 1934 года.
В период с 1931 по 1936 год разрабатывал проекты типового сельсовета, жилого комплекса для сельских местностей Дальнего Востока, Геофизического городка в Нижних Котлах, экспериментального института в Москве, сооружений магистрали Москва—Донбасс (в соавторстве с Р. А. Кацнельсон), жилые дома для Москвы, Нижнего Новгорода, Нижнего Тагила. Принимал участие в Великой Отечественной войне, служил в МПВО Москвы.
Автор публикаций, посвящённых вопросам типового проектирования жилища, методам исследования формообразования сооружений и другим темам.
После выхода на пенсию в 1965 году продолжал участвовать в конкурсах, занимался научной работой и живописью, состоял в секции теории и критики Московского отделения Союза архитекторов СССР.
Умер 26 июня 1983 года.

## Постройки

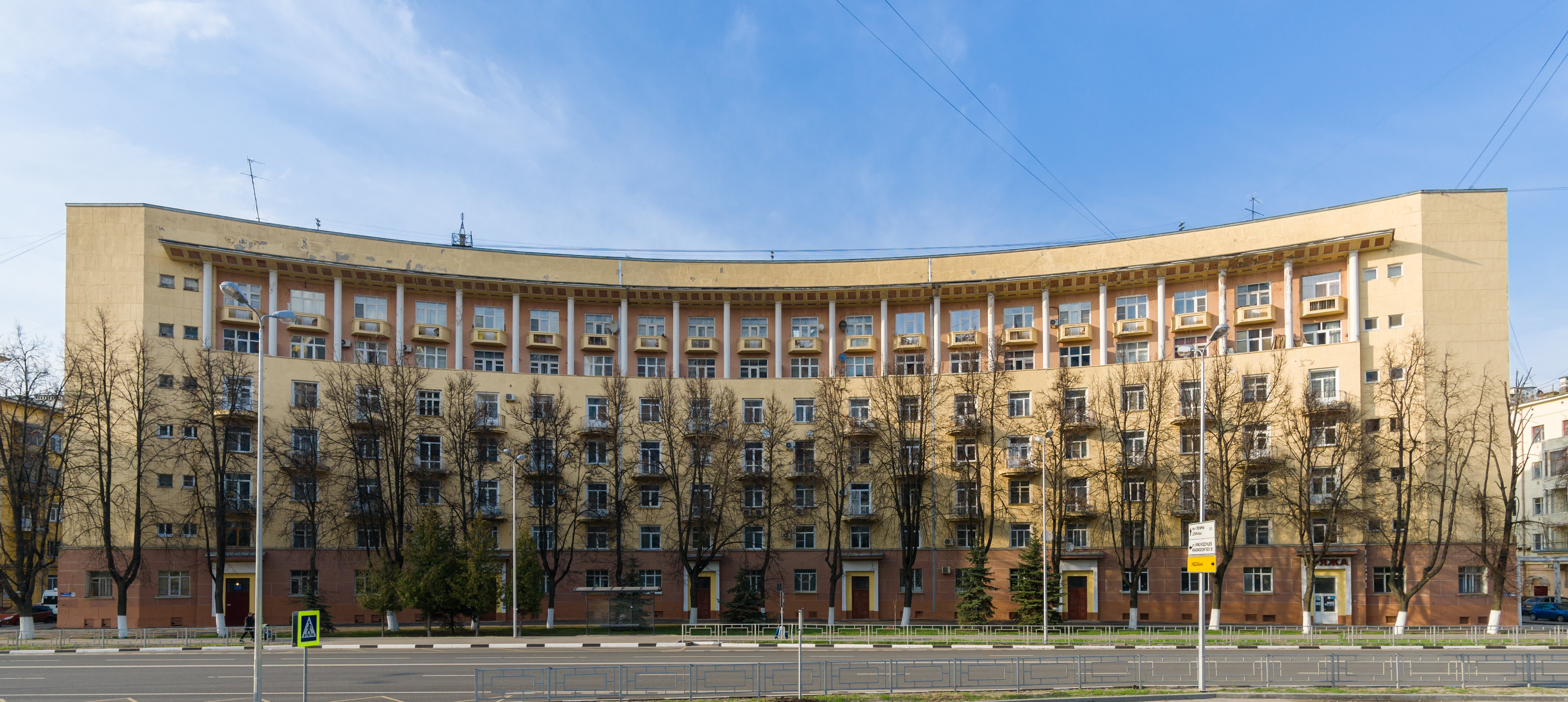
«Радиусный» дом

- «Радиусный» дом в Нижнем Новгороде (1935—1937, совместно с Н. С. Полюдовым) — объект культурного наследия федерального значения. Н. А. Красильников, активно использовавший математические методы в архитектуре, построил дом в форме дуги. Длина дуги, в пределах погрешности, равняется ей радиусу, то есть угол равняется одному радиану[4].